# أتشون العليا (اسماعيلي كرمان)
أتشون العلیا (بالفارسية: اتشون علیا) هي قرية تقع في إيران في ناحية إسماعيلي. يقدر عدد سكانها بـ 63 نسمة .